# Philodromus nigrostriatipes
Philodromus nigrostriatipes este o specie de păianjeni din genul Philodromus, familia Philodromidae, descrisă de Friedrich Wilhelm Bösenberg și Strand, 1906. Conform Catalogue of Life specia Philodromus nigrostriatipes nu are subspecii cunoscute.